# Jaskinia w Dudniku
Jaskinia w Dudniku – jaskinia w skałach Dudnika we wsi Podlesice w województwie śląskim, powiecie zawierciańskim, w gminie Kroczyce. Pod względem geograficznym znajduje się na obszarze Wyżyny Ryczowskiej, będącej częścią Wyżyny Częstochowskiej w obrębie Wyżyny Krakowsko-Częstochowskiej.

## Opis jaskini
Znajduje się w lesie na południowym stoku Dudnika, w niewielkiej odległości od szlaku turystycznego. Jest jednak z niego niewidoczna, jej otwór znajduje się bowiem w zaroślach u podstawy niewielkiej skałki. Dawniej był tutaj niewielki łom wapienia. Nieregularny otwór jaskini ma rozmiary 2 × 1 m. Opada od niego dość szeroki i wysoki korytarz zakończony salką o wysokości dochodzącej do 6 m. Z salki tej odchodzi jedno niewielkie odgałęzienie. W wielu miejscach ścian i stropu jaskini zachowały się resztki szaty naciekowej – białe grzybki i długie żyły. Namulisko złożone z gliny zmieszanej z wapienną zwietrzeliną. Przy otworze występuje glina terra rossa.
Jaskinia powstała w wapieniach z jury późnej. Jest ciemna i wilgotna, jej klimat jest zależny od środowiska zewnętrznego. W zimie prawdopodobnie zamarza. Ze zwierząt obserwowano troglokseniczne owady.
Jaskinię po raz pierwszy opisał Kazimierz Kowalski w 1949 roku jako Schronisko w Podlesicach koło Kroczyc I. Nazwę Jaskinia w Dudniku nadał K. Mazik w kwietniu 1979 r. On też wykonał jej plan i dokumentację.

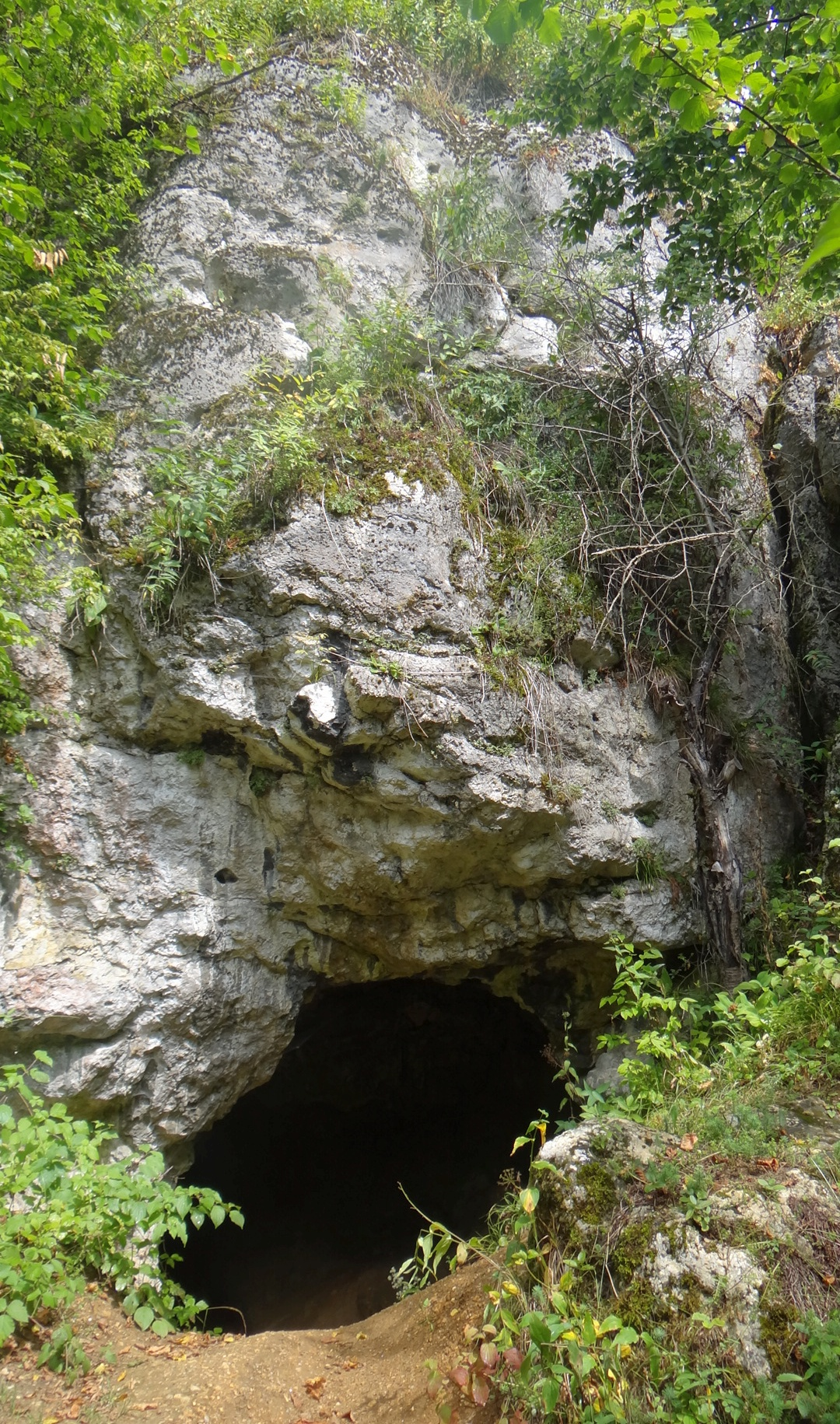
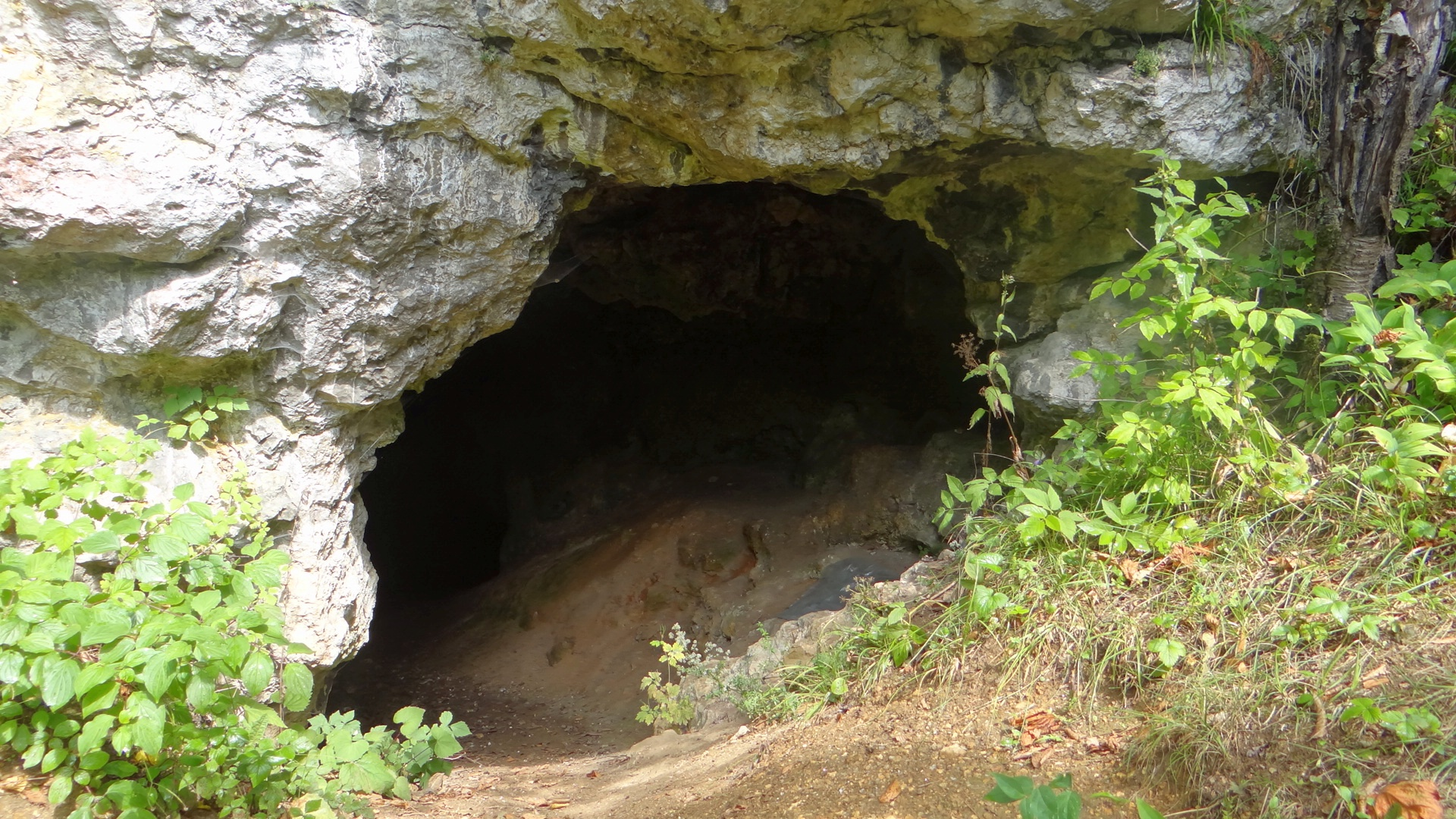
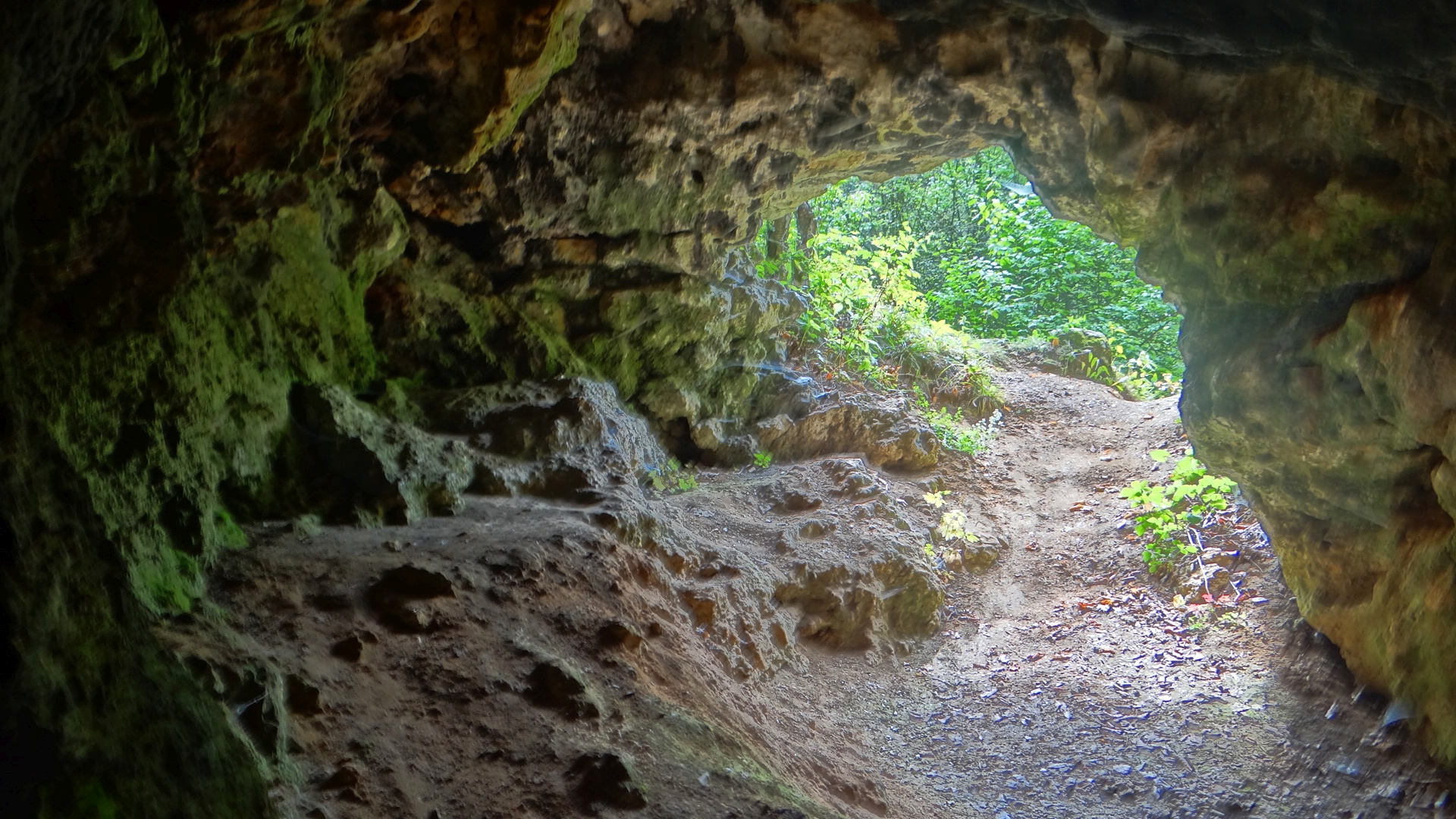
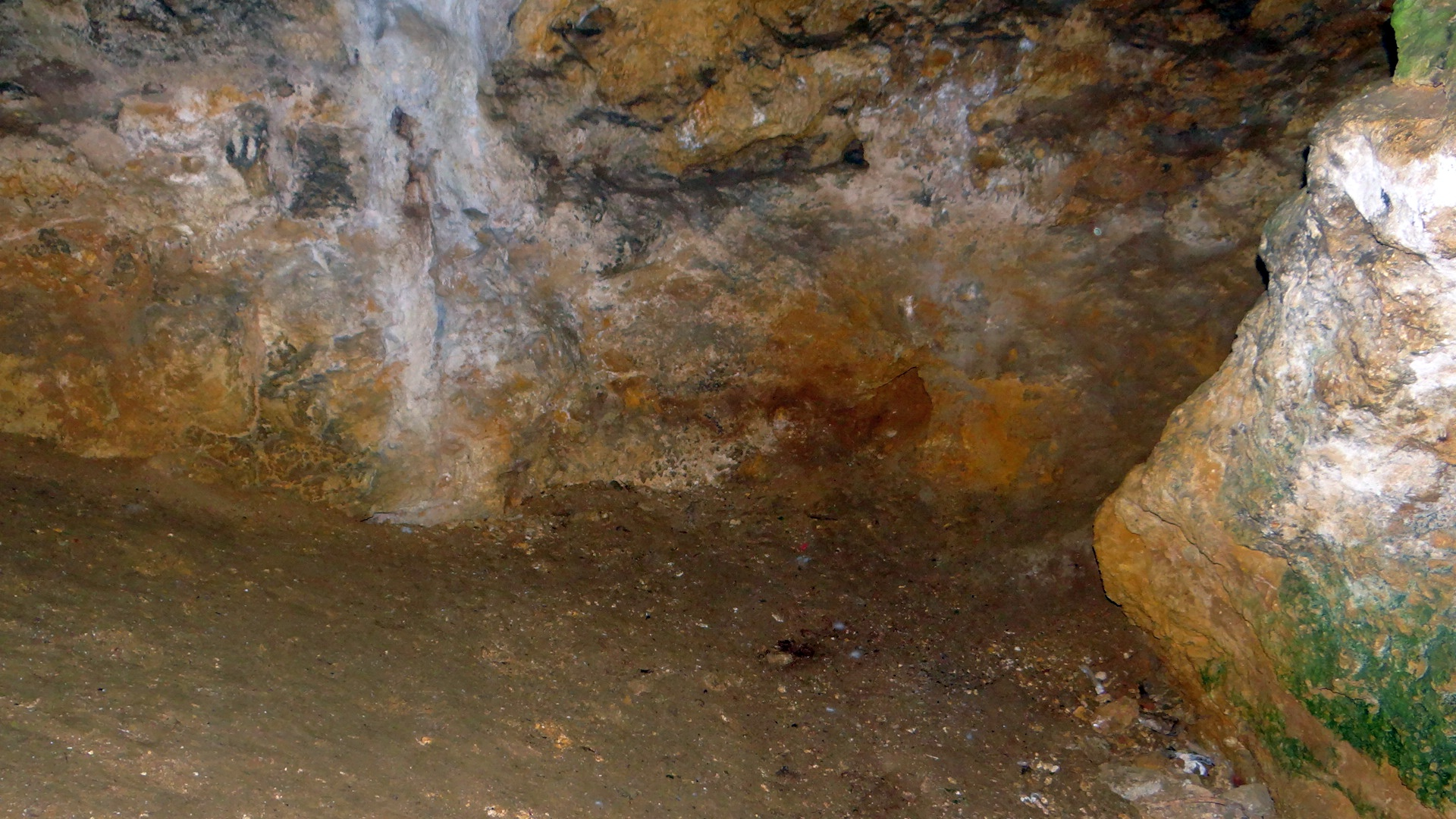
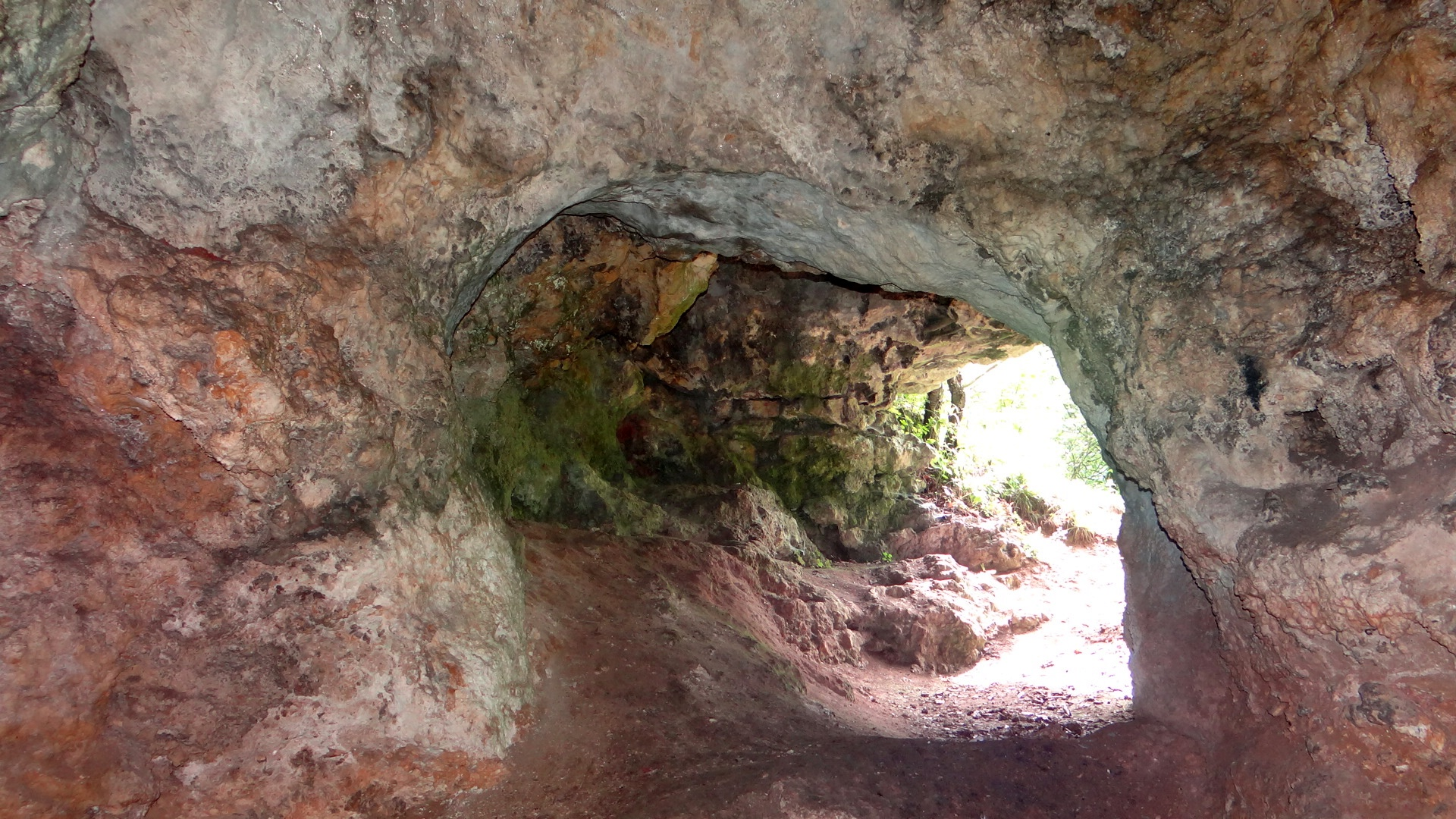

W Dudniku jest jeszcze kilka innych jaskiń i schronisk: Jaskinia między Studniami, Jaskinia Zawał, Komin Prawej Nogi Baby, Mała Studnia Szpatowców, Pochylnia Lewej Nogi Baby, Studnia Szpatowców.